# Gavialiceps javanicus
Gavialiceps javanicus är en fiskart som beskrevs av Karmovskaya, 1993. Gavialiceps javanicus ingår i släktet Gavialiceps och familjen Muraenesocidae. Inga underarter finns listade i Catalogue of Life.